# Dreikantige Wolfsmilch
Die Dreikantige Wolfsmilch  (Euphorbia trigona, Syn.: Euphorbia hermentiana Lem. ) ist eine Pflanzenart in der Gattung Wolfsmilch (Euphorbia) aus der Familie der Wolfsmilchgewächse (Euphorbiaceae).  Der botanische und der deutsche Name weisen auf die immer dreikantigen Zweige der Art hin.

## Beschreibung und Verbreitung
Die Dreikantige Wolfsmilch ist ein sukkulenter, kompakt wachsender Strauch oder Baum, der Wuchshöhen von bis zu 1,8 Meter erreicht. Seine Zweige sind strikt aufrecht, dreikantig und eng am Stamm gehalten. Sie haben einen Durchmesser von 4 bis 6 cm, sind (undeutlich) in Segmente von 10 bis 25 cm eingeschnürt, die sich durch das jährliche(!) Wachstum ergeben und zeigen auf dunkelgrünem Hintergrund ein hellgrünes Muster. Auf den etwas geflügelten Kanten der Zweige sitzen im Abstand von etwa 1 cm anfangs rötliche, später dunkle, 5 mm lange Schilde. Diese tragen ein Paar etwa 5 mm lange Dornen, die umgewandelte Nebenblätter darstellen.

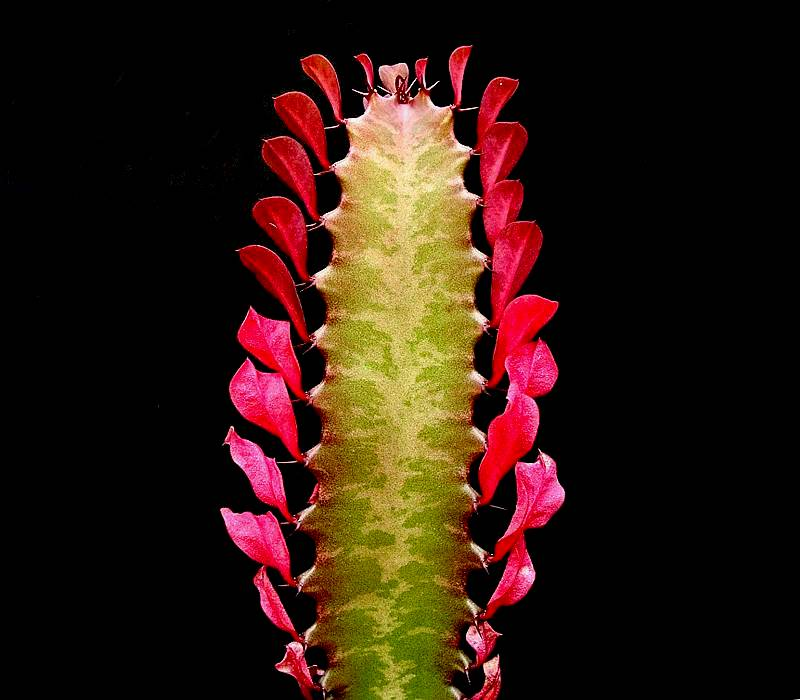
Euphorbia trigona forma rubra

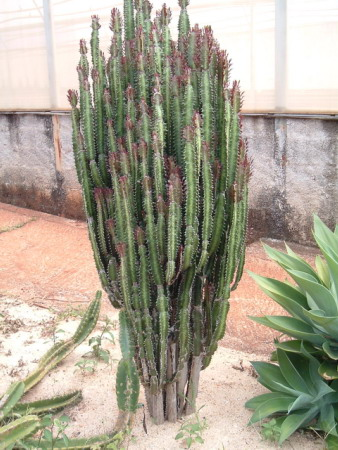
Euphorbia trigona forma rubra frei ausgepflanzt in Brasilien

Die lanzettlichen Blätter sind zu Beginn der Vegetationsperiode häufig kaum 1 cm lang und kurzlebig, später meist 3 bis 5 cm lang. Sie halten sich normalerweise einige Monate, in Ausnahmefällen (keine direkte Sonneneinstrahlung) auch mehrere Jahre. Seitentriebe entstehen auf den Kanten aus einer kaum sichtbaren Knospe zwischen den Dornen. Meist entstehen in einem engen Bereich zunächst sehr viele Seitentriebe, von denen die meisten jedoch abwartend klein bleiben, von der Pflanze aber jederzeit reaktiviert werden können. Ab einer Größe von etwa 1 m bzw. einer größeren Anzahl von Seitentrieben verholzt die Pflanze im unteren Bereich auch äußerlich.
Die Chromosomenzahl beträgt 2n = 22.
Bei der im Handel häufig anzutreffende Kulturform Euphorbia trigona f. rubra sind Zweige und Blätter mehr oder weniger stark rot gefärbt.
Blüten erscheinen niemals.
Diese Art ist in tropischen Gebieten Asiens und Afrikas verbreitet, jedoch nur in Kultur bekannt. Während ihrer seit Jahrhunderten währenden Nutzung als Heckenpflanze wurden nur die am kräftigsten und am dichtesten wachsenden Pflanzen durch Stecklinge vermehrt. Da bei dieser Auswahl auf die „unnützen“ Blüten kein Wert gelegt wurde, sind heutzutage alle Pflanzen der Dreikantigen Wolfsmilch blühunfähig.

## Kultivierung
Die Dreikantige Wolfsmilch ist eine weit verbreitete und beliebte Zimmerpflanze. Der Grund für ihre weite Verbreitung in Kultur ist neben ihrer Attraktivität vorwiegend ihre Fähigkeit, lange und unauffällig auch unter schlechten Bedingungen auszuharren. So nimmt sie auch sehr ungünstige Pflegeumstände oft jahrelang ohne für Laien erkennbare Anzeichen des Leidens hin.
Wie alle sukkulenten Euphorbien benötigt auch die Dreikantige Wolfsmilch sehr viel Licht, Wärme, einen gut drainierten Boden, ausreichende Versorgung mit Wasser und Nährstoffen.

## Dreikantige Wolfsmilch als Giftpflanze

3-O-n-(Deca-2,4,6-trienoyl)-16-O-[(Z)-2-methyl-2-butenoyl]-16-hydroxyingenol, eines der wichtigsten Toxine enthalten im Milchsaft der dreikantigen Wolfsmilch.

Der Milchsaft ruft Irritationen der Haut und der Schleimhäute hervor. Dies wird einer Reihe toxischer Diterpene zugeschrieben, die wie viele Ingenolderivate in zahlreichen Vertretern der Gattung der Wolfsmilche zu finden sind. Ein bekanntes Beispiel ist Ingenolmebutat. Einige der Bestandteile haben schwaches karzinogenes Potential.

## Verwechslungsmöglichkeiten
Wegen ihres kakteenartigen Aussehens wird die Dreikantige Wolfsmilch oft fälschlicherweise für einen Kaktus gehalten. Es gibt jedoch zuverlässige Kriterien, durch die Wolfsmilchgewächse (Euphorbien) von Kakteen unterschieden werden können.
- Dornen auf Schilden gibt es nur bei (einer großen Gruppe von) Euphorbien. Bei Kakteen kommen die Dornen hingegen immer aus „Areolen“ genannten filzigen Polstern.
- Paarige Dornen, wie sie für (eine große Gruppe von) Euphorbien typisch sind, kommen niemals bei Kakteen vor. Umgekehrt gibt es die für Kakteen typischen Büschel von Dornen niemals bei Euphorbien.
- Der für Euphorbien typische Milchsaft kommt bei Kakteen nur bei einer sehr kleinen Anzahl von Pflanzen, nämlich einigen wenigen Mammillarien vor. Diese sind jedoch immer kugelig bis kurz zylindrisch und dicht von bedornten Warzen bedeckt, also nicht tatsächlich verwechselbar.

Der Hauptunterschied zwischen Euphorbien und Kakteen, nämlich der völlig verschiedene Blütenaufbau, kann wegen der Blühunfähigkeit der Dreikantigen Wolfsmilch nicht beobachtet werden.    
Euphorbia lactea Haw. ist ebenfalls dreikantig, trägt ein ähnliches Muster auf den Zweigen und blüht ebenfalls nicht. Sie weicht jedoch ab durch etwas abgespreizte und weniger stark geflügelte Zweige, eine hellere Körperfarbe und nur 3 mm große, kreisrunde Blätter.
Euphorbia triangularis Desf. ex A.Berger wird wegen des ähnlich klingenden Namens auch immer wieder mit Euphorbia trigona verwechselt. Sie weicht jedoch ab durch deutlich abgespreizte, drei- bis fünfkantige Zweige, die kein Muster tragen.

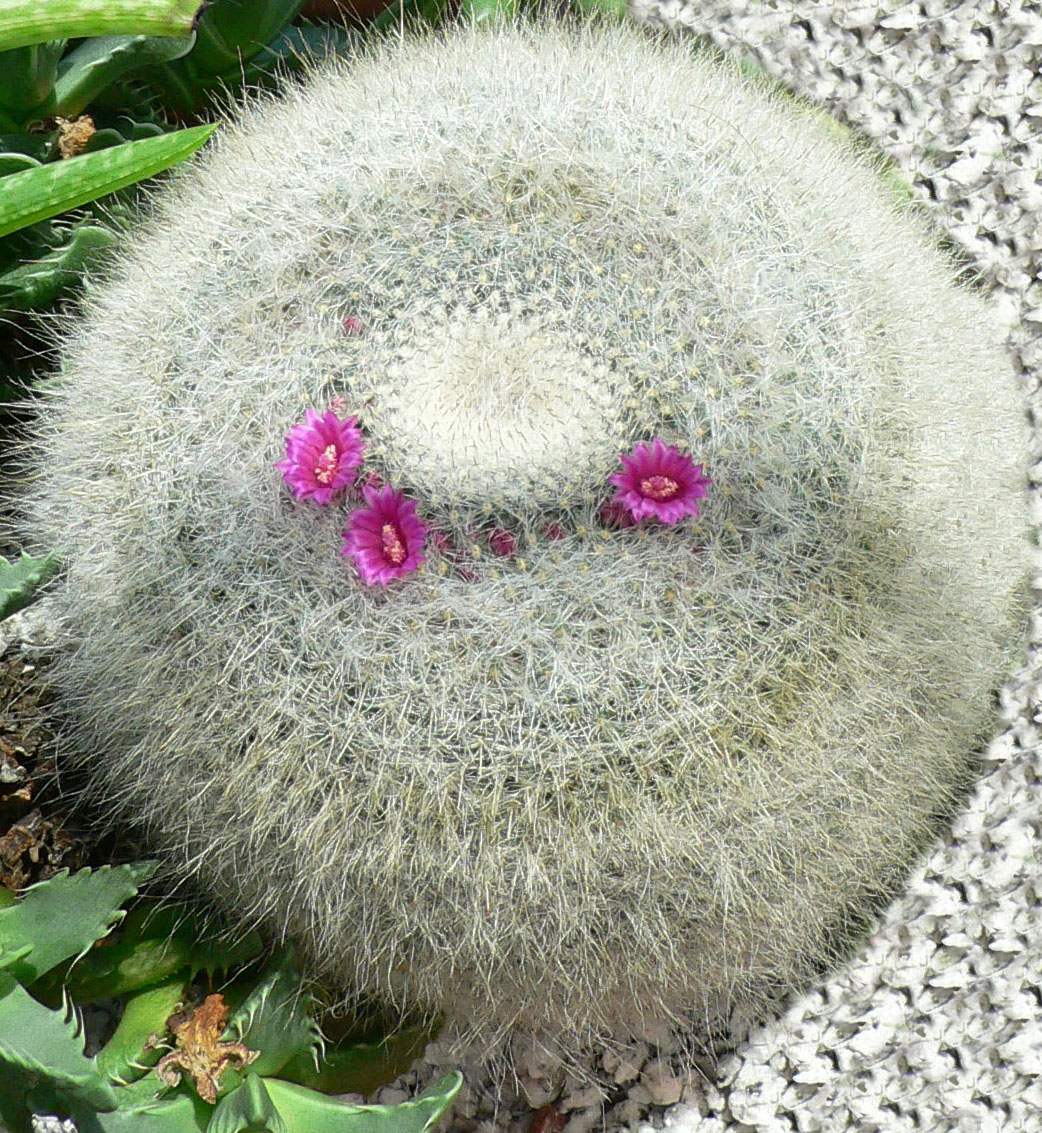
Mammillaria hahniana eine der wenigen Kakteen mit Milchsaft, aber völlig anders aussehend.
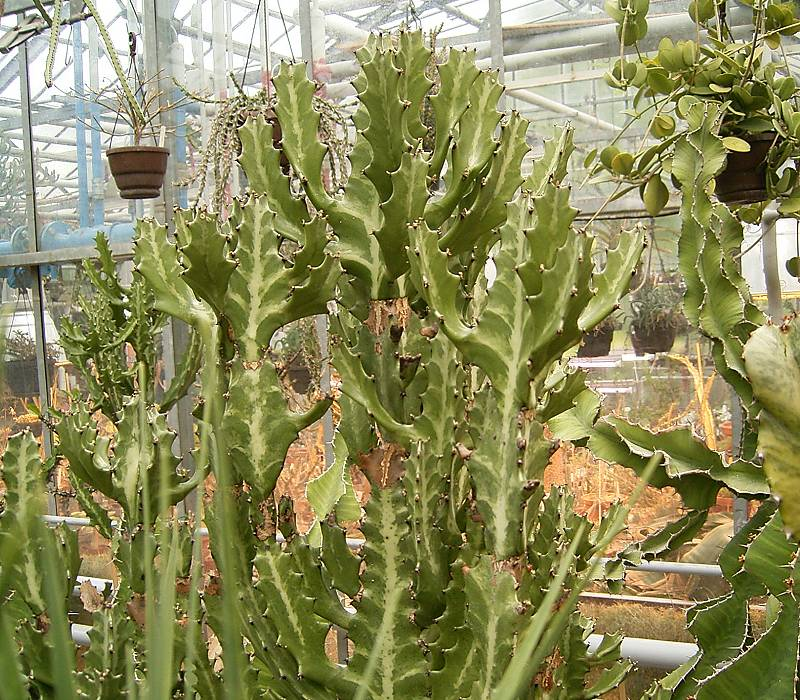
Euphorbia lactea ist ähnlich, hat aber abgespreizte Zweige und kleinere Blätter.